# ロバート・C・マッケンジー
ロバート・カレン・「ボブ」・マッケンジー（Robert Callen MacKenzie, 1948年11月30日 - 1995年2月24日、Bobは愛称）は、アメリカの退役軍人、傭兵。ローデシアSAS、南アフリカ国防軍などに所属したほか、シエラレオネコマンド部隊の司令を務めた。

## 軍在籍時
1966年。17歳当時、故郷であるサンディエゴの募兵所に志願してアメリカ陸軍に入隊し、空挺部隊の一員としてベトナム戦争に参戦した。1970年、アメリカ陸軍を退役後、ローデシアの外人部隊こと軽歩兵連隊に入隊し、第22SAS連隊C中隊（ローデシアンSAS）に志願してモザンビークへの越境作戦など数多くの作戦に参加し、際立った勇敢さと指導力を評価されてローデシア銅十字章およびローデシア銀十字章を授与された。その後、ローデシアが崩壊してジンバブエが誕生してからは軍を辞め、1980年に南アフリカ国防軍に少佐として特殊部隊に参加した。翌年にはトランスカイ国防軍の特殊部隊に在籍し、1985年に故郷であるアメリカへ帰国した。

## 傭兵時代
軍を辞めた後はグリーンベレーの元中佐で軍事雑誌「ソルジャー・オブ・フォーチュン」の編集長であるロバート・K・ブラウンに雇われ、傭兵となる。モザンビークの戦いでモザンビーク民族抵抗運動 (RENAMO) を訓練し、人質となっていた7人の西欧人を救出したほか、エルサルバドル、ブーゲンビル島、東南アジア、ボスニアなどでも戦った。

## 戦死

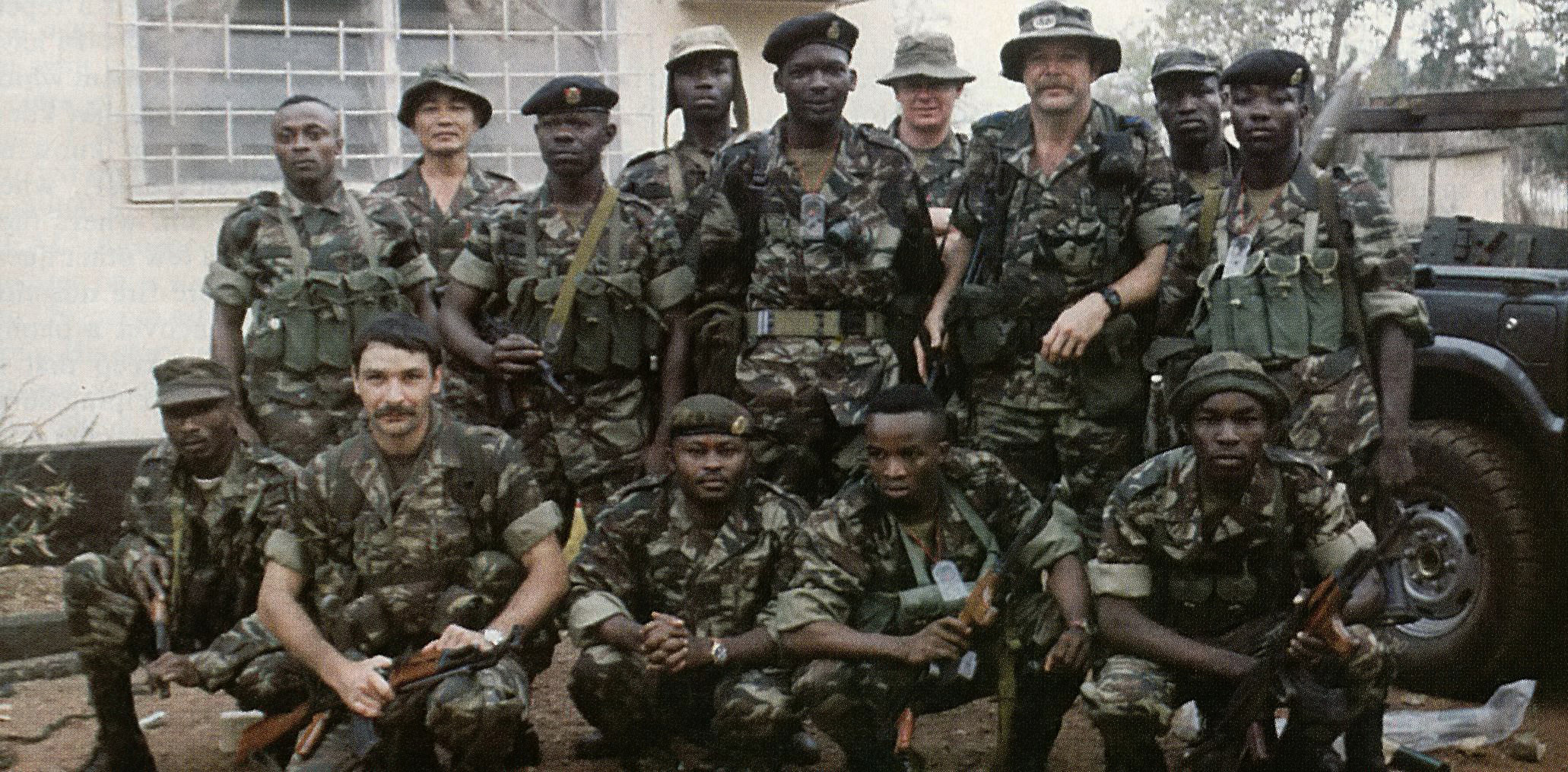
ロバート・C・マッケンジー（後列、右から3人目）、グルカ警備隊と訓練中のシエラレオネ・コマンド部隊（SLCU）。アンディ・マイヤースは前列、左から2番目、膝をついている。

1991年ごろよりシエラレオネで反政府勢力RUF（統一革命戦線）が首都フリータウン近くまで勢力を伸ばしており、1995年、バレンタイン・ストラッサー政権はイギリスのグルカ・セキュリティー・グループ (GSG) 社に軍隊の訓練を依頼した。マッケンジーはGSG社の依頼により、司令官としてイギリス人傭兵アンディ・マイヤーやジェームス・メイナードおよびグルカ兵とともにシエラレオネ入りを果たした。マッケンジーは政府の焦りを前に、できる限りの情報を集めた。丘への攻撃に備えて、ナイジェリアから借りたジェット機が、RUFのゲリラ兵の陣地を軟化させるためにクラスター爆弾を投下する予定であった。しかし、ジェット機と連絡を取るナイジェリア人指揮官を呼び寄せる任務を負っていたMi-24ヘリコプターのロシア人パイロットは、何の説明もなく23日にキャンプ上空を通過し、そのまま去ってしまった。本部に連絡しても聞き入れられず、翌日到着したナイジェリア軍のジェット機は、間違った丘を爆撃してしまった。無人の地形に落ちてくる攻撃に警戒したゲリラ兵は、マッケンジー隊が目的地のマラル・ヒルに近づくのを、待ち構えていたのだ。マッケンジーはアブ・タラワリとアンディ・マイヤーズ中尉と共に前線から先導したところ、RUFの待ち伏せによる銃撃を受けた。タラワリは最初の砲撃で死亡し、彼の遺体を運ぶ試みがなされた。下草の奥に隠れている敵からの砲火は激しかった。SLCUはタラワリの遺体を落として走り、司令部グループの少し後ろにいたグルカ人の衛生兵を実際に踏みつけてしまった。マッケンジーは全員退却するよう命じ、グルカ人の上級衛生兵はマッケンジーの足を2発、背中を1発貫通するのを見た。マッケンジーはライフルを捨て、マイヤーズ中尉が彼にかがみ込んで介抱した。これが両者の最後の姿となった。RUFの無線を傍受したところ、タラワリとマッケンジーの遺体は持ち去られたが、マイヤーズの消息はこの時点では不明であった。彼はその後、2月24日9時にストラッサーの右腕である多数の兵士と一緒に死亡したと推定される。RUFのゲリラ兵はマッケンジーやアンディの遺体の一部を食して損壊させ、介入者への警告とした。マッケンジーの死後、GSG社は政府との契約を破棄してプレトリアに本拠地があるエグゼクティブ・アウトカムズ (EO) 社がシエラレオネに部隊を送り、RUFを首都圏から一掃してRUFの本拠地を奪取した。